# Steal This Album!
Steal This Album! е името на третия албум на американската метъл група System of a Down, издаден през 2002 година. Той всъщност представлява сборка от стари песни, създадени по време на записните сесии по предните два албума на групата – едноименния дебют System of a Down и най-вече Toxicity, но по една или друга причина не намерили място в тях. Повечето от песните в Steal This Album! са разпространени нелегално в интернет още в незавършен вид под името Toxicity 2 много преди издаването на албума, което е и една от причините за необичайното му заглавие и иронична обложка, представялваща изображение на пиратски записан диск с небрежно изписани върху него с маркер името на групата и албума. Впоследствие групата добавя още няколко нови песни, а много от преждевременно разпространените парчета са с частично или изцяло променени текстове, заглавия и различни музикални фрагменти, различаващи го от нелегалния си „предшественик“ в интернет. Заглавието на албума силно наподобява и това на книгата на американския писател и бунтар Аби Хофман, озаглавена Steal This Book („Открадни тази книга“), минаваща за класика в жанра на контракултурата в САЩ. Тя е основа и за филма Steal This Movie, посветен на живота на Хофман.
Въпреки статуса си на неофициален студиен албум Steal This Album! достига до 15-а позиция в класацията за албуми на реномираното музикално списанието Billboard, а в Австралия дори се сдобива с платинен статус по продажби.
Песента Streamline е включена към саундтрака на филма „Кралят на скорпионите“, появил се по кината в САЩ в началото на 2002 година.

## Песни
1. Chic'N'Stu – 2:23
2. Innervision – 2:33
3. Bubbles – 1:56
4. Boom! – 2:14
5. Nüguns – 2:30
6. A.D.D. – 3:17
7. Mr. Jack – 4:09
8. I-E-A-I-A-I-O – 3:08
9. 36 – 0:46
10. Pictures – 2:06
11. Highway Song – 3:13
12. F**k the System – 2:12
13. Ego Brain – 3:21
14. Thetawaves – 2:36
15. Roulette – 3:20
16. Streamline – 3:37

## Сингли
- Innervision (2003)
- Boom! (2003)
- I-E-A-I-A-I-O (2003)

## Музиканти
- Серж Танкиан – вокали, кийборд
- Дарън Малакиан – китари, вокали
- Шаво Одададжян – бас китара
- Джон Долмаян – барабани

## Персонал
- Рик Рубин – продуцент
- Анди Уолъс – смесване